# 重庆中国三峡博物馆
29°33′54″N 106°32′50″E / 29.56500°N 106.54722°E
重庆中国三峡博物馆位于重庆市渝中区上清寺附近，与重庆市人民大礼堂隔人民广场相对而立，与重庆市人民政府驻地相邻。是国家文物局指定的国家一级博物馆。

## 歷史
重庆中国三峡博物馆前身为1951年3月成立的西南博物院，1955年6月更名为重庆市博物馆，2000年9月国务院办公厅批准成立重庆中国三峡博物馆（重庆博物馆），新馆于2005年6月18日正式对外开放。馆舍由主馆、白鹤梁水下博物馆、保卫中国同盟总部旧址（重庆宋庆龄旧居陈列馆）、涂山窑遗址四部分组成。
2015年提出博物馆总分馆制，截至2021年1月巫山博物馆、重庆师范大学博物馆、云阳博物馆、忠州博物馆、开州博物馆、綦江博物馆等六座博物馆先后挂牌成为重庆中国三峡博物馆分馆。未来还将计划成立重庆中国三峡博物馆巴国城分馆。
2021年7月15日，“佛国圣殿·丝路与长江——敦煌壁画艺术精品公益巡展”在重庆中国三峡博物馆开展，这是敦煌壁画艺术首次集中亮相重庆。
2024年4月,入选中央地方共建国家级重点博物馆名单。

## 設計
重庆中国三峡博物馆建筑主体长157.3米，宽98.085米，高32米，总建筑面积为4万多平方米，总投资为6.5亿元人民币。三峡博物馆可入藏文物30万件，现已有文物17万余件，包括三峡出土的国家二级以上的珍贵文物３千余件。
博物馆展厅面积为23,225平方米，主展区有四个：
- 反映三峡历史文化精神的壮丽三峡厅
- 反映地方历史源流的远古巴渝厅
- 反映重庆城市变迁的城市之路厅
- 反映重庆抗战文化的抗战岁月厅。

另外还有其他门个专题陈列区，它们分别是“历代书画”、“历代瓷器”、“历代钱币”、“汉代雕塑艺术”、“西南民族民俗风情”和“李初梨捐赠文物”。此外，博物馆还拥有反映三峡人文风光的360度环幕电影、《重庆大轰炸》半景画，以及一个国际学术报告厅、１个观众实践中心和３个临时展厅。
重庆中国三峡博物馆的修建也与三峡工程有密切相关。由于三峡的淹没范围大，许多地方将永远沉没于几米、十几米的水下，为了尽量挽救考古方面的损失，国家投资10多亿人民币进行抢救性发掘，三峡博物馆也是这些被发掘的文物的主要储藏地。

## 画廊

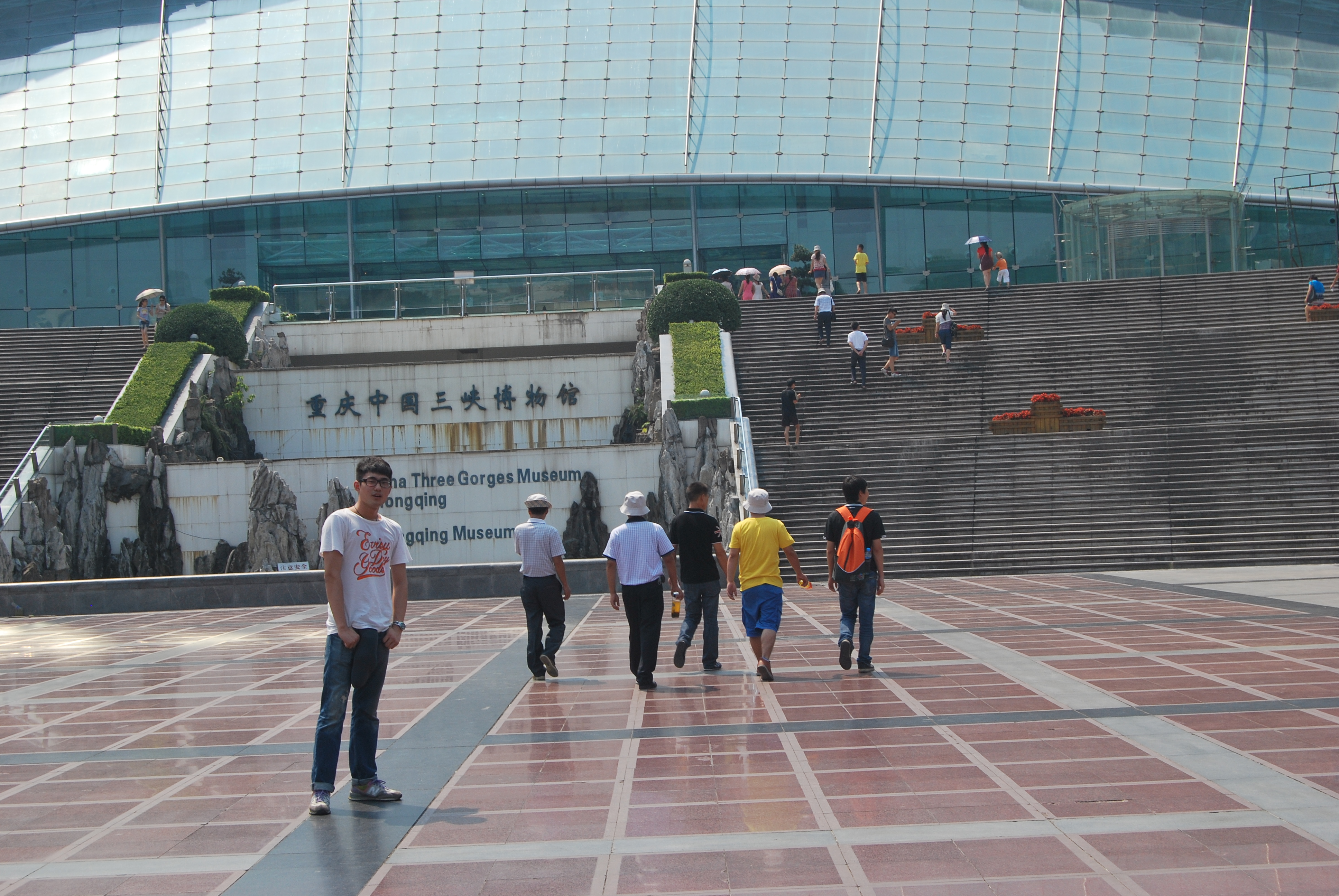
博物馆外观
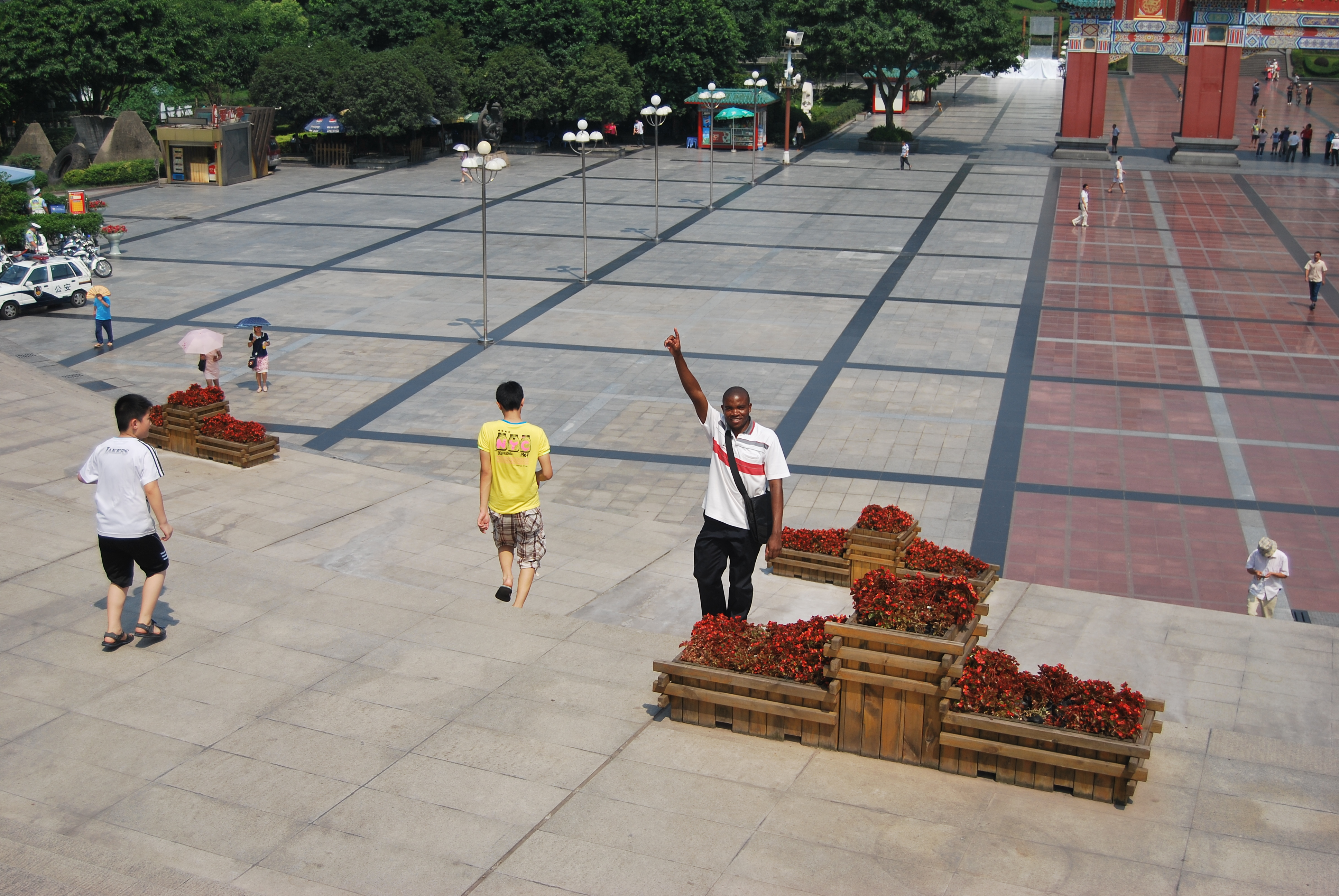
博物馆台阶，对面是重庆市人民大礼堂
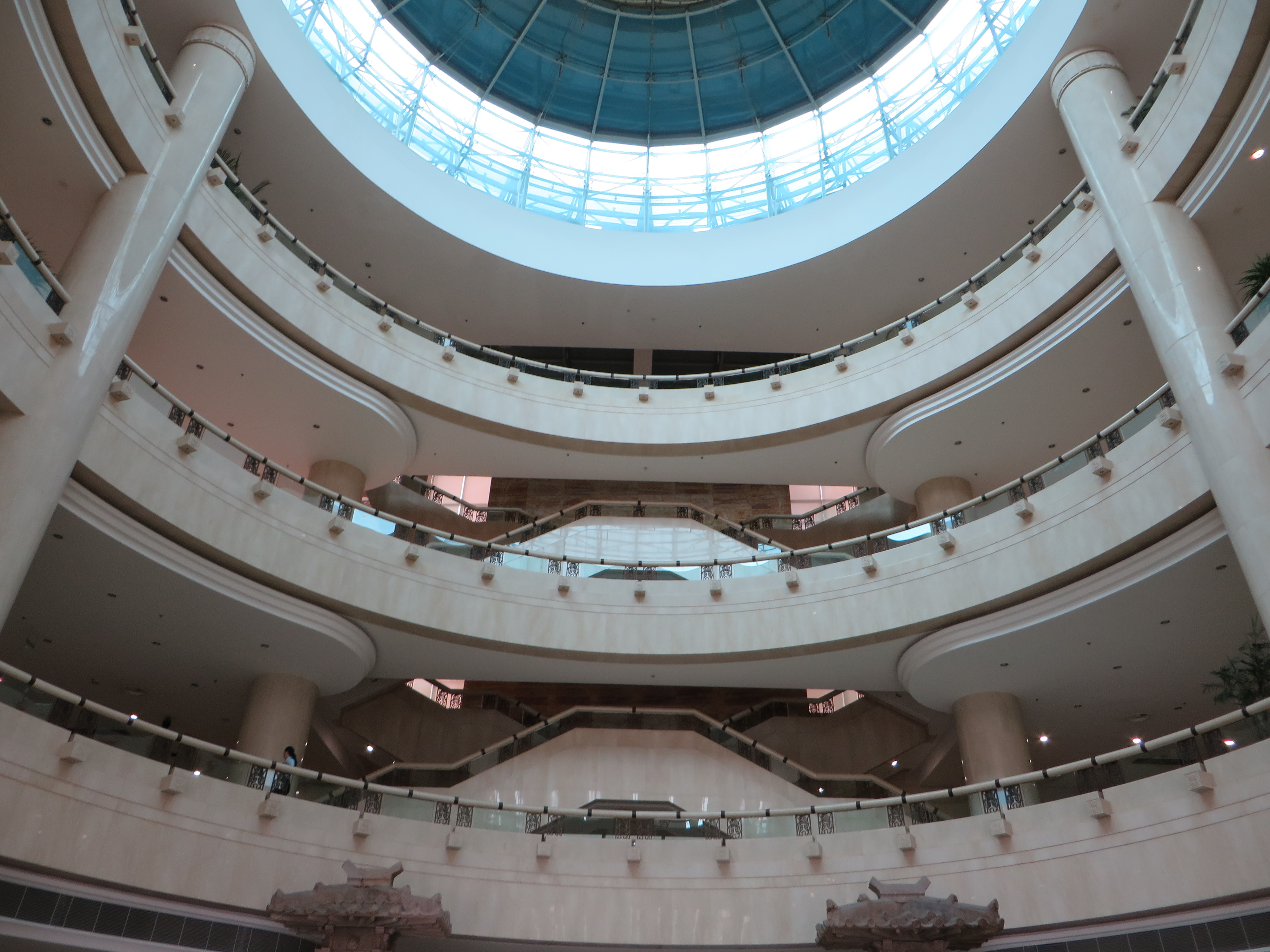
博物馆大厅
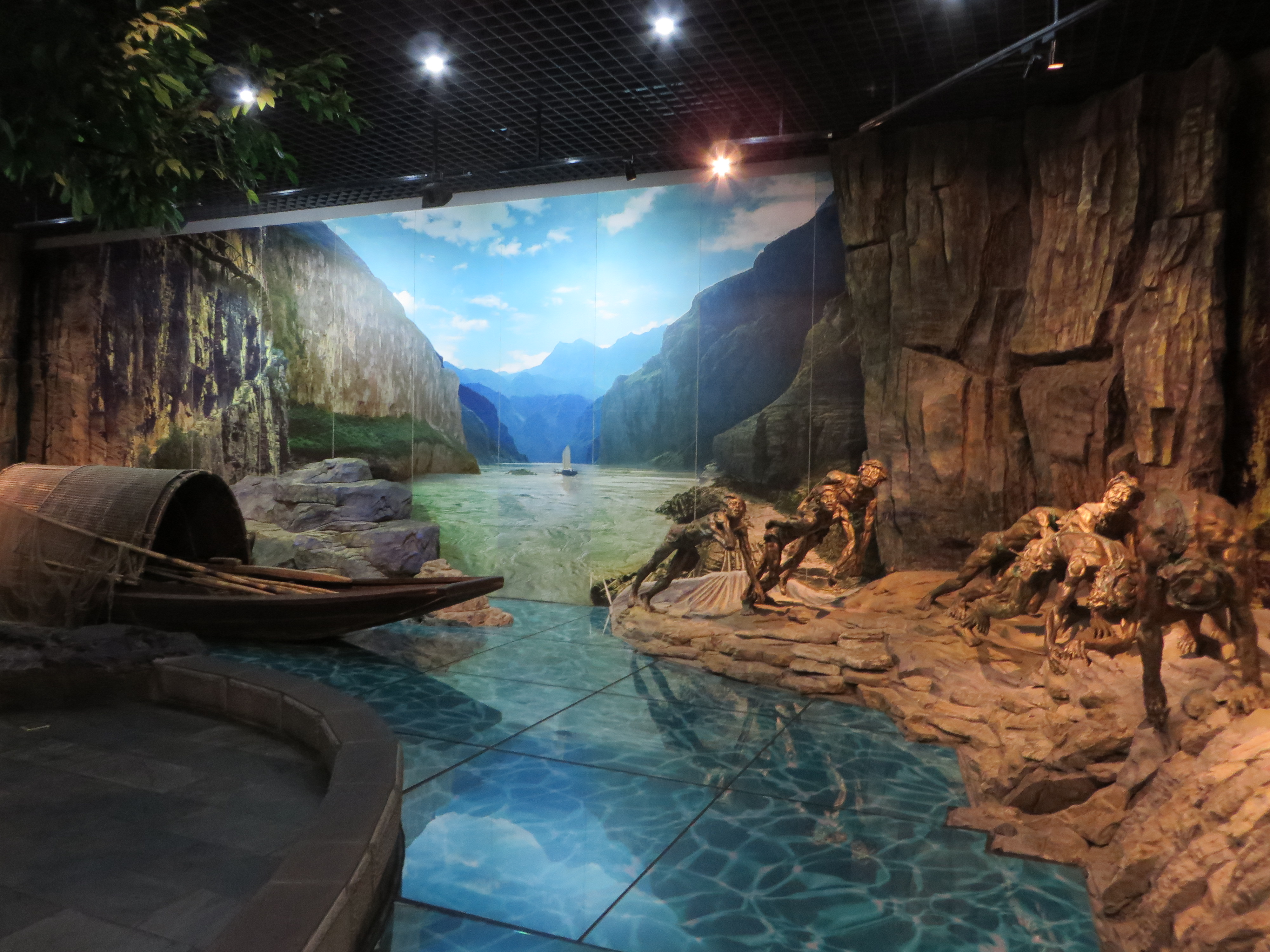
博物馆陈列展品
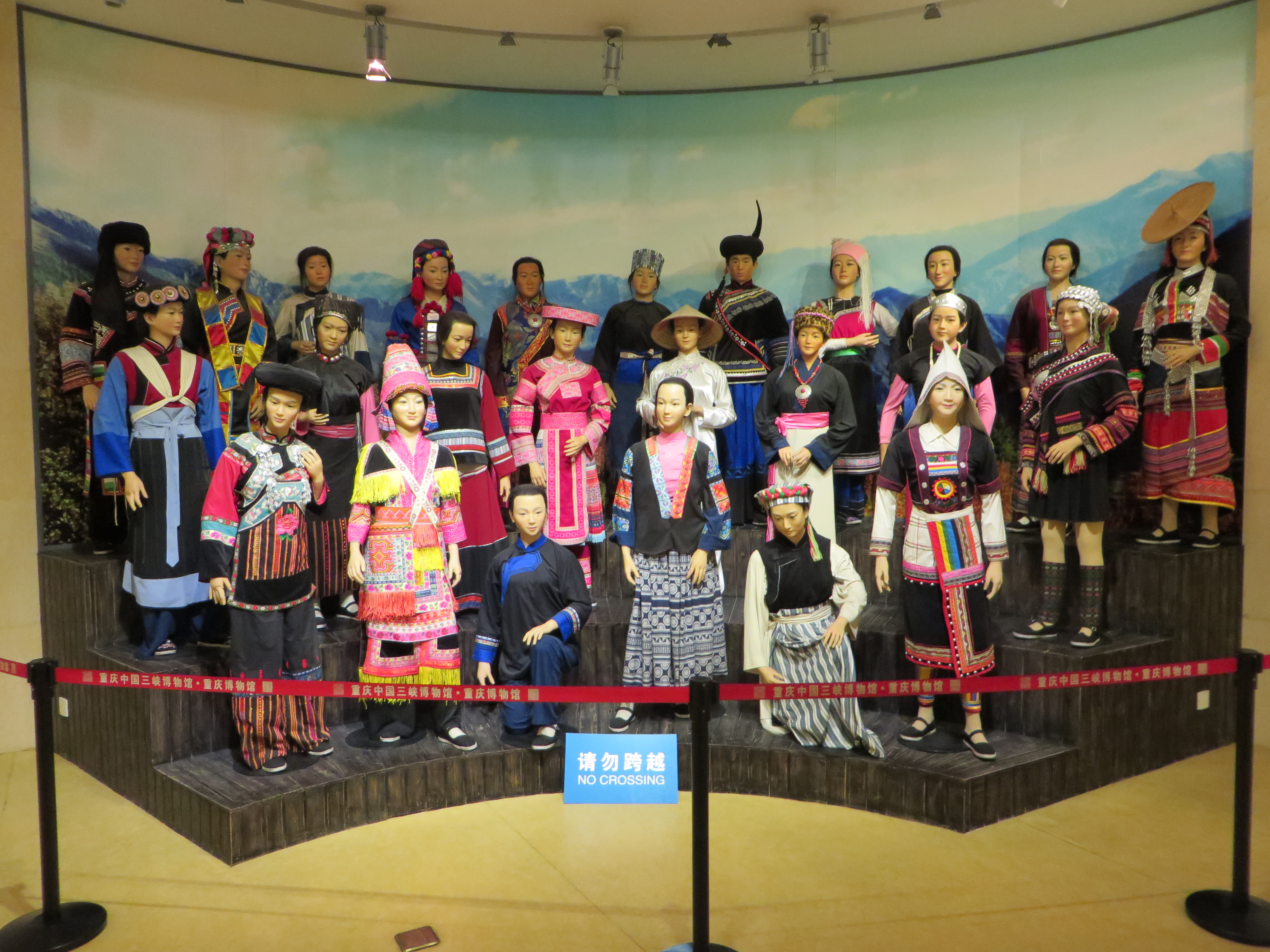
民族服装展示
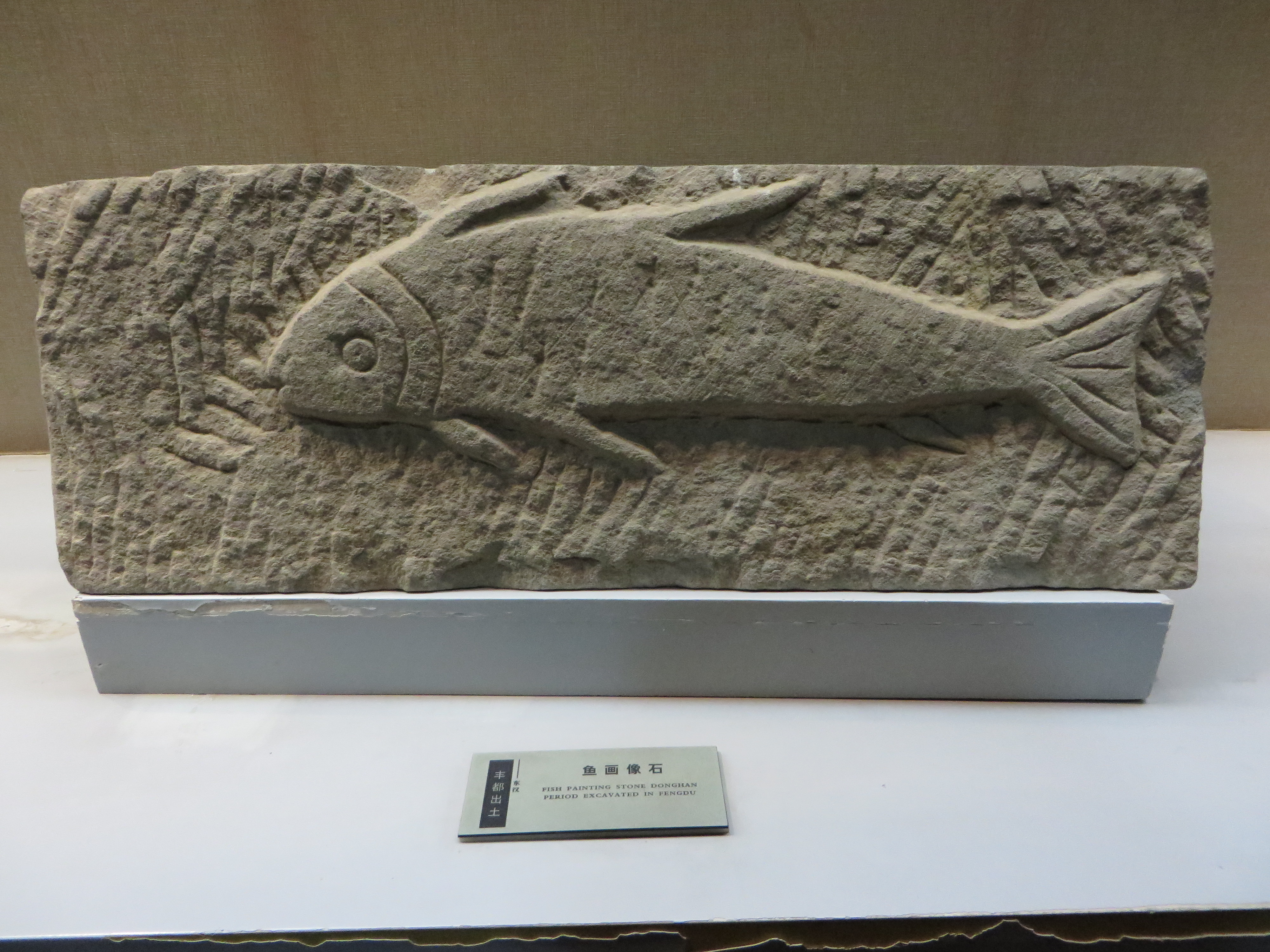
丰都县出土的東漢魚畫像石

## 藏品
鄧家沱闕：出土於忠縣新生鎮鄧家村，是一處漢代的石闕

## 交通
- 重庆轨道交通2号线曾家岩站A出口
- 重庆轨道交通10号线大礼堂站